# Священна ліга (1684)
Свяще́нна лі́га — коаліція християнських держав для протистояння Османській імперії у Великій турецькій війні 1683—1699 років. Створена 5 березня 1684 року за посередництва Папи Римського Іннокентія XI й за ініціативи імператора Священної Римської імперії Леопольда І Габсбурга. До первісного складу ліги входили Священна Римська імперія — Австрія та її васали, Річ Посполита і Венеційська республіка, Бранденбург-Пруссія. 1686 року до ліги приєдналося Московське царство. Також на боці ліги періодично воювали Військо Запорозьке Низове й Гетьманщина, Трансильванське князівство і Молдавське князівство. 1699 року, за результатами Карловицького договору, ліга перемогла Османську імперію, звільнивши від турецької протекції та ісламського панування Словенію, Угорщину, Трансильванію, Далмацію, Морею, Поділля, Київщину та низів'я Дону.